# سیارک ۲۶۶۶۶
سیارک ۲۶۶۶۶ (به انگلیسی: 26666 Justinto، نامگذاری:2000YN97)۲۶۶۶۶مین سیارک کشف شده‌است که در ۳۰ دسامبر ۲۰۰۰ کشف شد.